# Hirtella tocantina
Hirtella tocantina är en tvåhjärtbladig växtart som beskrevs av Adolpho Ducke. Hirtella tocantina ingår i släktet Hirtella och familjen Chrysobalanaceae. Inga underarter finns listade i Catalogue of Life.